# 로날드 아라우호
로날드 페데리코 아라우호 다 실바(스페인어: Ronald Federico Araújo da Silva, 1999년 3월 7일 ~)는 우루과이의 축구 선수로 현재 스페인 프리메라리가의 FC 바르셀로나에서 센터백으로 활동하고 있다.

## 국가대표 경력
- 2021 코파 아메리카
- 2022 FIFA 월드컵
- 2024 코파 아메리카

## 수상

#### 바르셀로나
- 라리가 : 2022-23
- 국왕컵 : 2020-21
- 수페르코파 데 에스파냐 : 2023

#### 우루과이
- 코파 아메리카 3위 : 2024
- 남아메리카 게임 은메달 : 2018

### 개인
- 라리가 시즌의 팀 : 2021–22, 2023–24